# Cucullia umbratica
Cucullia umbratica es una especie de insecto lepidóptero de la familia Noctuidae. Se distribuye por Europa, pero recientemente ha sido encontrada en Norteamérica, en las Islas de la Magdalena de Canadá.

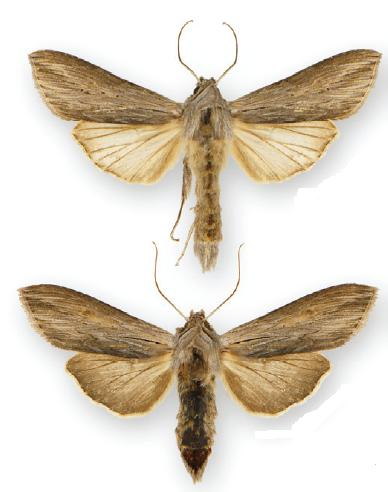
Hembra (abajo) y macho (arriba).

Se trata de una especie bastante grande (envergadura de 52 a 59 mm), alas largas y estrechas. Las alas delanteras son de color gris y negro con rayas marrones. Las alas posteriores son de color gris en el macho y de color marrón en las hembras. Vuela de noche en junio y julio  y se siente atraído por la luz y una gran variedad de flores.
La larva es de color gris o marrón con manchas de color negro. Se alimenta principalmente de  cardos y  lechugas , pero la comida de otras plantas han sido registradas (ver lista abajo). La especie pasa el invierno como pupa.

## Plantas nutricias

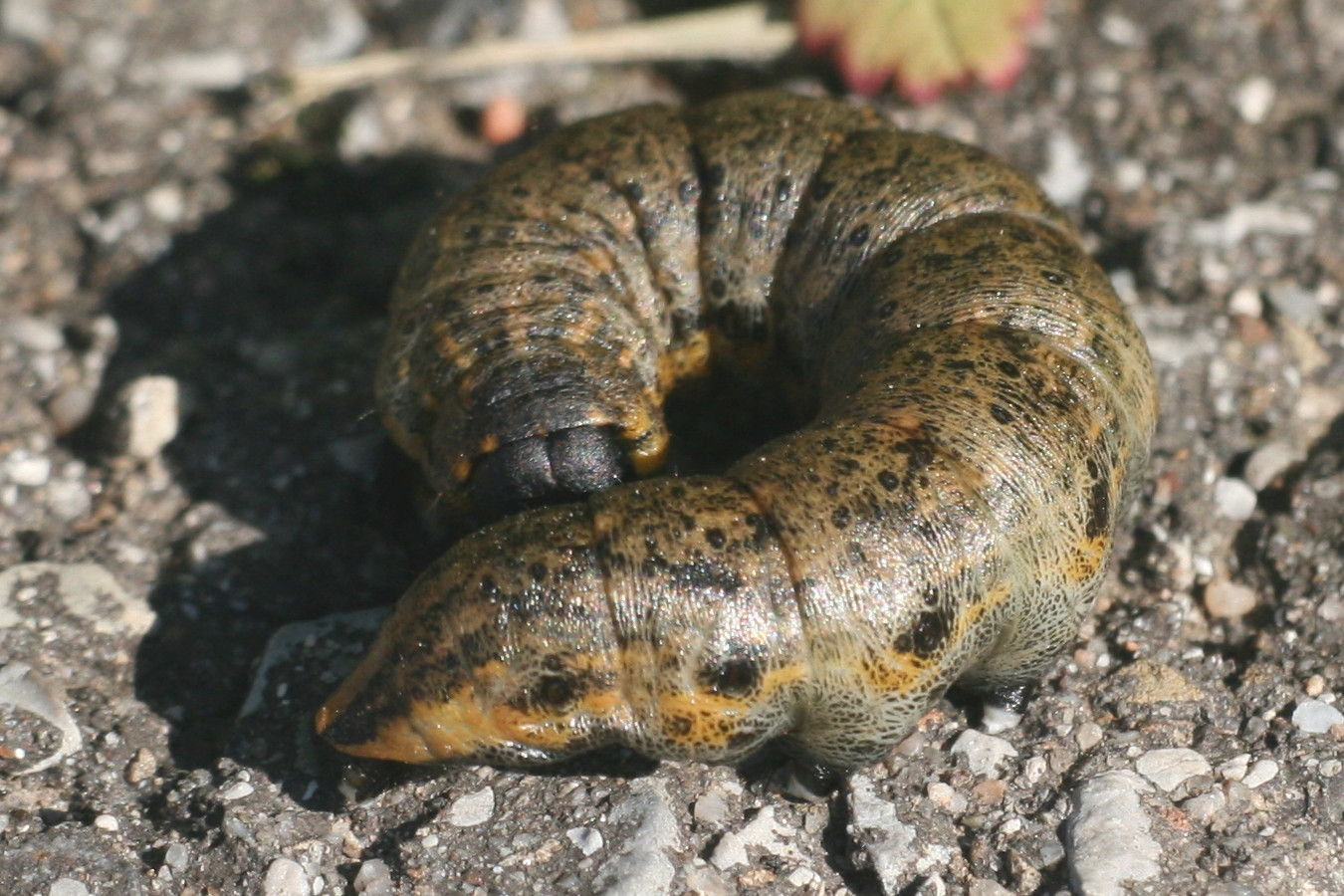
Oruga.

- Galium
- Hieracium
- Hypochaeris
- Lactuca
- Leontodon
- Silene
- Sonchus
- Taraxacum